# Carlos Burga
Carlos Alberto Burga Quispe (* 12. Mai 1952 in Chepén; † 17. Januar 2021 in Lima) war ein peruanischer Boxer.

## Biografie
Carlos Burga nahm an den Olympischen Sommerspielen 1972 in München teil. Im Weltergewichtsturnier schied er in der zweiten Runde gegen den US-Amerikaner Jesse Valdez aus. Er war zweifacher Lateinamerikanischer Meister und nahm an den Panamerikanischen Spielen 1975 teil.
Am 17. Januar 2021 starb Burga im Alter von 68 Jahren während der COVID-19-Pandemie an den Folgen einer SARS-CoV-2-Infektion in einem Krankenhaus in Lima.